# Fay Jones (política)
Fay Alicia Jones (nascida em 18 de janeiro de 1985) é uma política conservadora britânica que é membro do Parlamento (MP) por Brecon e Radnorshire, eleita pela primeira vez nas eleições gerais de 2019.

## Carreira política
Na política, Jones trabalhou para o deputado conservador Jonathan Evans e para o deputado conservador David Jones. Em 2019 ela foi voluntária na campanha de Boris Johnson pela liderança do Partido Conservador. Ela foi a terceira na lista de partidos conservadores do País de Gales na eleição de 2019 para o Parlamento Europeu.
Jones foi eleito deputado por Brecon e Radnorshire nas eleições gerais de 2019, derrotando a atual liberal democrata Jane Dodds, que era a líder dos Liberais Democratas galeses desde 2017. Dodds ganhou a cadeira numa eleição suplementar em agosto de 2019, que foi desencadeada por uma petição de recall depois de o MP conservador Chris Davies ter sido condenado por apresentar um pedido de despesas falso.